# Anne Rey
Pour les articles homonymes, voir Rey et Aziza.
Anne Rey est une musicologue, pianiste, journaliste et enseignante française née le 12 décembre 1944 à Lannion et morte le 31 janvier 2012 dans le 14e arrondissement de Paris.

## Biographie
Née en 1944, Anne Rey est la fille d'un architecte et d'une psychanalyste. Elle a eu une formation de pianiste et de musicologue.
En 1968, elle est pigiste pour le journal Le Monde. En 1978, elle fait partie de l'équipe fondatrice du mensuel Le Monde de la musique. Elle y travaille en collaboration avec Louis Dandrel, Francis Mayor et Bernard Lauzanne.
Elle écrit de nombreux articles sur la musique puis une biographie d'Erik Satie pour les éditions du Seuil. Ce livre a été réédité en 1995 dans une version plus complète et publié au Japon ainsi qu'au Brésil.
Pour le Monde de la musique, elle propose d'ouvrir les éditions du mensuel spécialisé dans le classique au jazz, au rock, à la chanson, à la danse, à la comédie musicale.
Dans les années 80, elle travaille au service culture du journal Le Monde, crée le supplément Arts et spectacles, ouvert au rock, à la danse contemporaine, aux musiques du monde. Elle quitte le journal en 1995 pour enseigner la médiation culturelle à l'université.  
En 2006, elle publie Mozart et ses masques dans la collection Omnibus.
Anne Rey est décédée à Paris le 31 janvier 2012 et inhumée à l'île d'Yeu.
Elle était la compagne du latiniste Claude Aziza. Leur fils, David Aziza, né en 1979, est éducateur pour enfants.

## Publications
- Erik Satie, Éditions du Seuil - Collection Solfèges, no 35, 1974 (1re édition), 1995 (2e édition).
- Dossier historique et littéraire et choix de textes de divers auteurs pour Une vie de Maupassant, Editions Presses Pocket, 1990 (1re édition), 1998 (2e édition).
- En collaboration avec Claude Aziza, La Littérature policière, Pocket, Paris, 2003.
- Mozart et ses masques, Omnibus, 2006, réunit : 
  - Vie de Mozart par Stendhal
  - extraits de Vies de Haydn, Mozart et Métastase, Mozart, l'homme par Alfred Einstein
  - extraits de Mozart, l'homme et l'œuvre, Le Dieu Mozart et le monde des oiseaux par Marcel Moré
  - Le voyage de Mozart à Prague par Eduard Mörike
  - Don Juan par E. T. A. Hoffmann
  - extraits de Nouvelles musicales, Sa carrière posthume par Jean Barraqué
  - extraits de Mozart, et des extraits de Mozart et Amadeus par Anthony Burgess